# Ivan Snoj
Ivan Snoj (Zagreb, 31. listopada 1923. – Zagreb, 18. rujna 1994.), hrvatski rukometni trener, međunarodni sudac, visoki međunarodni rukometni dužnosnik, novinar i publicist. Po zanimanju je bio profesor tjelesnog odgoja.
Bio je jedan od utemeljitelja Hrvatskog rukometnog saveza 19. prosinca 1948., te izbornik hrvatske rukometne reprezentacije 1949., na turniru u Zagrebu na kojem su se natjecale izabrane vrste tadašnjih jugoslavenskih republikâ.
Od 1957. – 1978., obnašao je dužnost izbornika (tada se to zvalo "savezni kapetan") jugoslavenske rukometne reprezentacije, u čijem mandatu je reprezentacija osvojila zlato na Olimpijskim igrama 1972., dvije brončane medalje na svjetskim prvenstvima 1970. i 1974., te dvije zlatne medalje na Mediteranskim igrama 1967. i 1975., a na Olimpijskim igrama 1976. bio je i trener jugoslavenskog sastava koji je osvojio 5. mjesto.
U narednom razdoblju, bio je visoki dužnosnik pri odborima u IHF-u.